# Abba de Acre
Abba de Acre (em hebraico:  אבא דמן עכו, trans: Abba d'min Akko), era um Amoraíta  De Acre que floresceu no final do século III.
Ele foi muito respeitado pelo Rabbi Abbahu e elogiado como um exemplo de modéstia.

## Enciclopédia judaica bibliografia
- Bacher, "Ag. Amigo. Amor.  Iii.526.